# SCL23
GALAXY S5 SCL23（ギャラクシー エスファイブ エスシーエル ニーサン）は、韓国のサムスン電子（輸入元：サムスン・テレコミュニケーションズ・ジャパン）によって日本国内向けに開発された、auブランドを展開するKDDIおよび沖縄セルラー電話の第3.5世代移動通信システム（CDMA 1X WIN）、および第3.9世代移動通信システム（au 4G LTE）、第4世代移動通信システム（au 4G LTE CA/WiMAX2+）対応スマートフォンである。製品番号はSM-G900J。

## 概要
SCL21の事実上の後継機種で、グローバルモデルであるGALAXY S5の日本国内ローカライズモデルとなる。
GALAXYシリーズでは初めて指紋認証機能を備えており、ロックの解除やPayPalの決済の際にプライバシーを守ることが可能となっている。さらに、指紋認証センサーの下には心拍センサーも搭載されており、別売のウェアラブルデバイス「Samsung Gear Fit／Samsung Gear 2」と連携してユーザーの体調を管理する事ができる。
また、日本国内のGALAXYシリーズでは初となる防水防塵性能を備えており、ディスプレイ側の表面にはフッ素コート加工が施されている。
なお、au向けの2014年夏モデル中、唯一電池パックが別売りで用意され、ユーザーが自ら電池パックを交換することが可能である。
｢Shimmery WHITE｣・｢Charcoal BLACK｣・｢Sweet PINK｣の他にもオプションとしてアイ・オー・データ機器扱いで用意されているリアカバーを使用すれば国内モデルでは用意されていないelectric BLUEにすることもできる。
フルセグ放送の受信には対応していない。
キャッチコピーは「そろそろ、次の世界へ。」。

## 搭載アプリ
- Google

## その他機能
※PC向けWebブラウザが標準装備されている。携帯向けサイト(EZWeb)は他のスマートフォンやPCと同じく閲覧不可。
| 主な機能・対応サービス                                                  | 主な機能・対応サービス                                                        | 主な機能・対応サービス                  | 主な機能・対応サービス         |
| ----------------------------------------------------------------------- | ----------------------------------------------------------------------------- | --------------------------------------- | ------------------------------ |
| auウィジェット Webブラウザ                                              | LISMO! for Android LISMO WAVE ハイレゾ音源再生プレイヤー （最大192kHz/24bit） | おサイフケータイ NFC おくだけ充電（Qi） | ワンセグ フルセグ DLNA/DTCP-IP |
| au one メール PCメール Gmail EZwebメール                                | デコレーションメール デコレーションアニメ                                     | Friends Note                            | PCドキュメント                 |
| au Smart Sports Run & Walk Karada Manager ゴルフ(web版) Fitness、歩数計 | GPS 方位計                                                                    | au oneナビウォーク au one助手席ナビ     | au one ニュースEX au one GREE  |
| かんたんメニュー じぶん銀行                                             | 緊急速報メール                                                                | Bluetooth                               | 無線LAN機能 (Wi-Fi)            |
| 赤外線通信                                                              | WIN HIGH SPEED au 4G LTE （アップデート適用後はCA対応となる） WiMAX2+         | グローバルパスポート                    | auフェムトセル                 |
| microSD microSDHC microSDXC                                             | モーションセンサー(6軸)                                                       | 防水 防塵                               | 簡易留守録 着信拒否設定        |

- 安心セキュリティパックはフル対応

## 沿革
- 2014年2月25日（現地時間） - スペイン・バルセロナの携帯電話展示会「Mobile World Congress 2014」にてサムスン電子よりグローバルモデル発表。ただし、この時点では日本国内での販売は未定だった[11]。
- 2014年3月14日 - 連邦通信委員会（FCC）を通過[12]。
- 2014年5月8日 - KDDI、およびサムスン・テレコミュニケーションズ・ジャパンより公式発表。
- 2014年5月15日 - 発売開始。

## アップデート
2014年5月21日のアップデート
- キャリアアグリゲーションに対応。
- WiMAX2+（WiMAX 2.1、TD-LTE互換）に対応。
- auベーシックホームに対応。
- 卓上ホルダセット時、アラームが終了しない場合がある事象の改善。